# Eric Ericson
Eric Gustaf Ericson (Borås, 26 de octubre de 1918 – Estocolmo, 16 de febrero de 2013) fue un director de coro sueco y profesor de dirección coral reconocido internacionalmente.

## Biografía
Estudió en la Real Academia de Música de Estocolmo (en sueco Kungliga Musikhögskolan i Stockholm), donde se graduó en 1943, y amplió los estudios en Suiza, (en la Schola Cantorum Basiliensis), en Alemania, Reino Unido y los Estados Unidos.
Reconocido por sus innovadores métodos de enseñanza y por su extenso repertorio, Ericson fue el director principal del coro Orphei Drängar, en la Universidad de Uppsala desde 1951 hasta 1991, y director del Coro de la Radio Sueca (Sveriges Radio) hasta 1982, coro que él mismo formó en 1951. También en 1951 comenzó su tarea docente en la Real Academia de Música de Estocolmo, donde se convirtió en una figura legendaria, y fue nombrado catedrático de dirección coral en 1968.
En 1995 fue galardonado con el Nordic Council Music Prize, y en 1997 compartió el Polar Music Prize con Bruce Springsteen; la mención fue por ser "pionero en los éxitor como director, profesor, creador artístico e inspirador de la música coral sueca e internacional". Con motivo de su 80.º aniversario, en 1998, la entidad bancaria Swedbank de Suecia patrocinó la "Càtedra Eric Ericson de dirección coral" en la Universidad de Uppsala.
Creó el Coro de Camara Eric Ericson, y trabajó como director invitado de numerosas formaciones y coros, entre otros la Drottningholm Baroque Ensemble (Pasiones de Bach), Netherlands Chamber Choir (Poulenc), Chœur de chambre Accentus y París).
La dirección de La flauta mágica en la película de 1975 de Bergman fue valorada como "impresionante" en su "equilibrio entre ligereza y solemnidad", y la crítica tildó a Ericson como "Mozartiano a tener en cuenta".

## Premios y reconicimientos
- Léonie Sonning Music Prize (1991; Dinamarca)
- Nordic Council Music Prize (1995, Dinamarca, Islàndia, Noruega Suècia i Finlàndia)
- Polar Music Prize (1997, Suècia)

## Grabaciones destacados
- Obres de Ingvar Lidholm, Sven-David Sandström, Tomas Jennefelt, Jorgen Jersild - Eric Ericson Chamber Choir, Caprice CAP21461 2002